# John C. Hull
John C. Hull (* 1946) ist Professor für Derivate und Risikomanagement an der Rotman School of Management der University of Toronto.
Er ist sowohl als angesehener Wissenschaftler im Bereich der Quantitativen Finanzwirtschaft (Hull-White-Modell) als auch als Autor zweier führender Werke über Finanzderivate – „Optionen, Futures und andere Derivate“ und „Einführung in Futures- und Optionsmärkte“ – bekannt.
Hull ist Mitherausgeber des Journal of Derivatives (seit 1993), des Review of Derivatives Research (seit 1993), des The Journal of Derivatives Use, Trading & Regulation (seit 1994), des Canadian Journal of Administrative Studies (seit 1996), des Journal of Risk (seit 1998), des Journal of Bond Trading and Management (seit 2001), des Journal of Derivatives Accounting (seit 2002) und des Journal of Credit Risk (seit 2004).
Nach seinem Mathematikstudium an der Cambridge University, das er 1968 mit einem Bachelor- und einem Mastergrad abschloss, absolvierte er einen Master in Operational Research an der Lancaster University (1969). 1976 promovierte er an der Cranfield University über das Thema „A Study of the Subjective Probability Assessments necessary for the Analysis of the Risk in Major Capital Investment Opportunities“.
Nach einer Lehrtätigkeit an der Cranfield School of Management wurde er 1981 Associate Professor für Finanzwirtschaft an der York University in Kanada. 1988 wechselte er an die University of Toronto, wo er 1990 zum ordentlichen Professor befördert wurde.

## Veröffentlichungen
- Optionen, Futures und andere Derivate. 11., aktualisierte Auflage. Pearson, München 2022, ISBN 978-3-86894-431-0 (Lehrbuch mit Zusammenfassungen, Literaturempfehlungen und Übungsaufgaben).